# IHF Super Globe
IHF Super Globe, nazywane również Klubowymi Mistrzostwami Świata w Piłce Ręcznej (ang. World Championship for Club Teams), jest to cykliczny turniej najlepszych męskich zespołów klubowych z poszczególnych kontynentalnych konfederacji: azjatyckiej (AHF), afrykańskiej (CAHB), europejskiej (EHF), północnoamerykańskiej (NACHC), południowoamerykańskiej (SCAHC) oraz Australii i Oceanii (OHF).

## Historia
Pierwszy turniej został rozegrany w roku 1997 w Wiedniu, IHF po pięcioletniej przerwie postanowiła go reaktywować. Dzięki wsparciu miejscowej federacji został przeprowadzony w pięciozespołowej obsadzie w Dosze. Kolejna edycja odbyła się w roku 2007 w Kairze, a od 2010 rozgrywane są corocznie w stolicy Kataru. W 2019 roku licencje na organizację mistrzostw przejęła Saudyjska Federacja Piłki Ręcznej. W 2024 roku przejęła ją egipska federacja. 
Najbardziej utytułowanym zespołem w historii rozgrywek jest FC Barcelona, która zdobyła pięć mistrzostw, dwa srebrne i dwa brązowe medale. Natomiast zespołem z największymi osiągnięciami spoza Europy jest  katarski Al-Sadd SC, który zdobył jedno mistrzostwo, dwa srebrne i jeden brązowy medal.

## Uczestnicy
W turnieju zapewniony udział ma 10 zespołów, jednak IHF może przyznać więcej niż jedną dziką kartę, więc liczba drużyn niej jest stała. W 2023 roku doszło do sytuacji, w której w roli gospodarza wystąpiły dwa zespoły.
Uczestnicy turnieju z pewną kwalifikacją (aktualne na 2024 rok):
- gospodarz turnieju
- obrońca tytułu
- zwycięzca EHF Ligi Mistrzów
- zwycięzca Superpucharu Afryki
- zwycięzca Klubowych Mistrzostw Ameryki Północnej i Karaibów w piłce ręcznej
- zwycięzca Klubowych Mistrzostw Ameryki Południowej w piłce ręcznej
- zwycięzca Klubowych Mistrzostw Oceanii w piłce ręcznej
- zwycięzca Azjatyckiej Klubowej Ligi Mistrzów
- zespół, który otrzymuje "dziką kartę" od IHF/QHA (organizatorów)

W latach 2002 i 2007 udział brało po pięć drużyn, zaś w roku 2010 – sześć drużyn. Od roku 2011 ponownie udział bierze osiem drużyn. Od 2019 roku liczba drużyn wynosiła dziesięć drużyn a dwa lata później dwanaście.

## Edycje
| Edycja | Sezon | Miasto                       | 1 miejsce                                   | 2 miejsce                                   | 3 miejsce                                   | 4 miejsce                                   |
| I.     | 1997  | Wiedeń                       | CB Cantabria                                | Drammen HK                                  | Doosan KyungWol                             | HC Stadtwerke Bruck                         |
| II.    | 2002  | Doha                         | Al-Sadd SC                                  | SC Magdeburg                                | Metodista SBC                               | Al-Salmiya                                  |
| III.   | 2007  | Kair                         | BM Ciudad Real                              | Al-Ahly SC                                  | MC Algier                                   | Metodista SBC                               |
| IV.    | 2010  | Doha                         | BM Ciudad Real                              | Al-Sadd SC                                  | Zamalek SC                                  | Al-Sadd                                     |
| V.     | 2011  | Doha                         | THW Kiel                                    | BM Ciudad Real                              | Al-Sadd                                     | Zamalek SC                                  |
| VI.    | 2012  | Doha                         | Atlético Madryt                             | THW Kiel                                    | Al-Sadd SC                                  | Zamalek SC                                  |
| VII.   | 2013  | Doha                         | FC Barcelona                                | HSV Hamburg                                 | El Jaish                                    | Étoile du Sahel                             |
| VIII.  | 2014  | Doha                         | FC Barcelona                                | Al-Sadd SC                                  | SG Flensburg-Handewitt                      | El Jaish                                    |
| IX.    | 2015  | Doha                         | Füchse Berlin                               | MKB Veszprém                                | FC Barcelona                                | Sydney University                           |
| X.     | 2016  | Doha                         | Füchse Berlin                               | Paris SG Handball                           | Vive Tauron Kielce                          | Al-Sadd SC                                  |
| XI.    | 2017  | Doha                         | FC Barcelona                                | Füchse Berlin                               | RK Wardar Skopje                            | Al-Sadd SC                                  |
| XII.   | 2018  | Doha                         | FC Barcelona                                | Füchse Berlin                               | Montpellier Handball                        | Al-Sadd SC                                  |
| XIII.  | 2019  | Dammam                       | FC Barcelona                                | THW Kiel                                    | RK Wardar Skopje                            | Al Wehda                                    |
| XIV.   | 2020  | Dammam                       | Turniej odwołany z powodu pandemii COVID-19 | Turniej odwołany z powodu pandemii COVID-19 | Turniej odwołany z powodu pandemii COVID-19 | Turniej odwołany z powodu pandemii COVID-19 |
| XV.    | 2021  | Dżudda                       | SC Magdeburg                                | FC Barcelona                                | Aalborg                                     | Pinheiros                                   |
| XVI.   | 2022  | Dammam                       | SC Magdeburg                                | FC Barcelona                                | Łomża Industria Kielce                      | Al Ahly                                     |
| XVII.  | 2023  | Dammam                       | SC Magdeburg                                | Füchse Berlin                               | FC Barcelona                                | Łomża Industria Kielce                      |
| XVIII. | 2024  | Nowa Stolica Administracyjna | Telekom Veszprém                            | SC Magdeburg                                | Al Ahly                                     | FC Barcelona                                |

## Osiągnięcia według klubów
| Drużyna           | Triumfator | Finalista | Lata wygranych               | Lata przegranych |
| ----------------- | ---------- | --------- | ---------------------------- | ---------------- |
| FC Barcelona      | 5          | 2         | 2013, 2014, 2017, 2018, 2019 | 2021, 2022       |
| SC Magdeburg      | 3          | 1         | 2021, 2022, 2023             | 2002, 2024       |
| BM Ciudad Real    | 2          | 1         | 2007, 2010                   | 2011             |
| Füchse Berlin     | 2          | 1         | 2015, 2016                   | 2023             |
| Al-Sadd SC        | 1          | 2         | 2002                         | 2010, 2014       |
| THW Kiel          | 1          | 2         | 2011                         | 2012, 2019       |
| MKB Veszprém KC   | 1          | 1         | 2024                         | 2015             |
| CB Cantabria      | 1          | 0         | 1997                         |                  |
| Atlético Madryt   | 1          | 0         | 2012                         |                  |
| Drammen HK        | 0          | 1         |                              | 1997             |
| Al-Ahly SC        | 0          | 1         |                              | 2007             |
| HSV Hamburg       | 0          | 1         |                              | 2013             |
| Paris SG Handball | 0          | 1         |                              | 2016             |

## Osiągnięcia według krajów
| Drużyna   | Triumfator | Finalista | Liczba finałów |
| --------- | ---------- | --------- | -------------- |
| Hiszpania | 9          | 3         | 12             |
| Niemcy    | 6          | 5         | 11             |
| Katar     | 1          | 2         | 3              |
| Węgry     | 1          | 1         | 2              |
| Egipt     | 0          | 1         | 1              |
| Norwegia  | 0          | 1         | 1              |
| Francja   | 0          | 1         | 1              |

## Występy polskich klubów w IHF Super Globe
Jedynym do tej pory polskim klubem, który występował na turnieju jest Vive Kielce. 
- 2016 – Vive Tauron Kielce - 3. miejsce[7]
- 2022 - Łomża Industria Kielce - 3. miejsce[8]
- 2023 - Łomża Industria Kielce - 4. miejsce[9]